# Hendecaneura apicipictum
Hendecaneura apicipictum är en fjärilsart som beskrevs av Walsingham 1900. Hendecaneura apicipictum ingår i släktet Hendecaneura och familjen vecklare. Inga underarter finns listade i Catalogue of Life.